# Chronica Boemorum

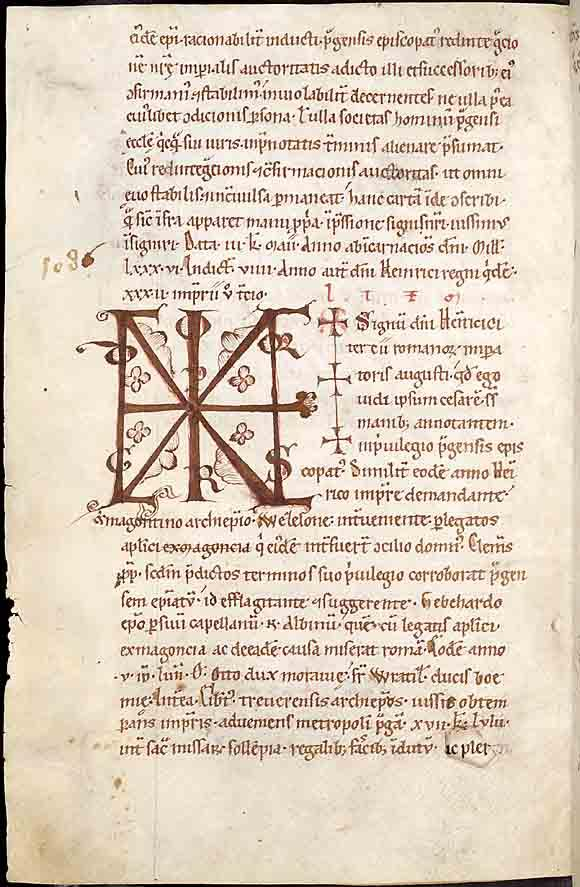
Seite aus der Chronica Boemorum

Die Chronica Boemorum (Chronik der Böhmen; tschechisch Kosmova kronika česká; auch Kosmova Kronika Čechů) ist eine von dem böhmischen Geschichtsschreiber Cosmas von Prag in den Jahren 1119–1125 auf Latein verfasste Chronik.

## Aufbau und Bedeutung
Die Chronica Boemorum, die auch die Geschichte Mährens wiedergibt, beschäftigt sich zunächst mit der auf Mythen und Sagen basierenden Vorgeschichte Böhmens. Sie schildert den Mythos von der Ankunft des Stammes im Land und überliefert die Namen und Taten der ersten legendären Herrscher. Anschließend beschreibt sie die Geschichte des Landes unter der Herrschaft der Přemysliden bis zum Jahre 1125. Die damaligen kirchlichen Verhältnisse und die damals vorhandenen wesentlichen Quellen wurden berücksichtigt.
Die Chronica Boemorum umfasst drei Bücher:
- Das erste beginnt mit der sagenhaften Urzeit Böhmens (Urvater Čech) und reicht bis zum ersten christlichen Herzog Bořivoj und dann bis zum Regierungsantritt Břetislavs I. im Jahre 1034.
- Das zweite Buch wird historischer. Es umfasst die Zeit bis 1092, dem Herrschaftsbeginn Břetislavs II.
- Das anschließende dritte Buch umfasst die Zeit bis in die letzten Lebensjahre des Verfassers.

Die Chronik wurde, trotz einiger chronologischer und inhaltlicher Ungereimtheiten, zum Standardwerk der böhmischen mittelalterlichen Geschichtsschreibung. Sie wurde von Vinzenz von Prag und dem Mühlhauser Abt Gerlach sowie weiteren Chronisten bis 1283 weitergeführt, welche vermutlich dem Prager Domkapitel nahestanden. Von den späteren böhmischen Chronisten (Peter von Zittau, Franz von Prag, Benesch von Weitmühl) wurde sie als Quelle benutzt und beeinflusste auch die späteren böhmischen Chroniken des Mittelalters. Sie ist in 15 Handschriften erhalten.

## Grenzbeschreibung des Bistums Prag 1086
Für das Jahr 1086 ist in der Chronik eine Urkunde Kaiser Heinrichs IV. für das Bistum Prag wiedergegeben, die in der Grenzbeschreibung des Bistums Prag die Grenzen der Diözese anhand von geographischen Gegebenheiten sowie die angrenzenden kleineren Stämmen darstellt.

Diese Urkunde ist für die tschechische, aber auch für die polnische Landesgeschichtsforschung von besonderem Interesse, da einzelne Stämme nur hier erwähnt werden und somit ein Blick in die territorialen Verhältnisse für die Zeit der Gründung des Bistums 973 möglich scheint.

## Ausgaben
lateinisch
- Bertold Bretholz und Wilhelm Weinberger (Hrsg.): Scriptores rerum Germanicarum, Nova series 2: Die Chronik der Böhmen des Cosmas von Prag (Cosmae Pragensis Chronica Boemorum). Berlin 1923 (Monumenta Germaniae Historica, Digitalisat)

deutsch
- G. Grandaur, Des Dekans Cosmas Chronik von Böhmen, (Geschichtschreiber der deutschen Vorzeit, 65) 1941, 3. Aufl.
- F. Huf, Cosmas von Prag, Die Chronik Böhmens, (Historiker des deutschen Altertums), Essen 1987

englisch
- L. Wolverton, Cosmas of Prague. The Chronicle of the Czechs, Washington 2009